# Anna Rudolph
Anna Rudolph (* 22. März 1978 in Sewastopol, Ukrainische SSR als ukrainisch Ганна Василівна Оніщук Hanna Wassyliwna Onischtschuk) ist eine deutsche Schachspielerin. Im Juni 2007 erhielt sie von der FIDE den Titel Internationale Meisterin (WIM).
Sie ist die jüngere Schwester des Großmeisters Alexander Onischuk.

## Schach
Anna Rudolph spielt überwiegend bei deutschen Mannschaftsmeisterschaften und hieß bis zur Saison 2003/04 Anna Onischuk. Sie lernte FIDE-Meister Johannes Rudolph kennen und trat mit ihm gemeinsam bei Solinger Turnieren an.

### Turniere (Auswahl)
Im Jahre 2003 in Solingen war sie geteilte Dritte mit 5,5 Punkten, es siegte Karl-Heinz Podzielny. Johannes Rudolph kam auf 5 Punkte.
2004 bei der Badischen Damenmeisterschaft war sie Zweite hinter Manuela Mader. Bei den Solinger Schachwochen 2005 holte sie 4 aus 7, Johannes Rudolph kam auf 4,5 und Alexander Berelowitsch gewann. 2006 bei den 4. Solinger Schachwochen 2006 kam sie wieder auf 4 Punkte, Johannes holte 4,5 und Sebastian Siebrecht gewann.
2007 spielte sie in Dresden bei der Europa-Einzelmeisterschaft der Frauen (5 aus 11), wo Tatjana Kossinzewa Erste wurde. 2008 bei der 7. Deutschen Amateurmeisterschaft, Vorrunde in Brühl spielte sie in Gruppe A (3½ aus 5).

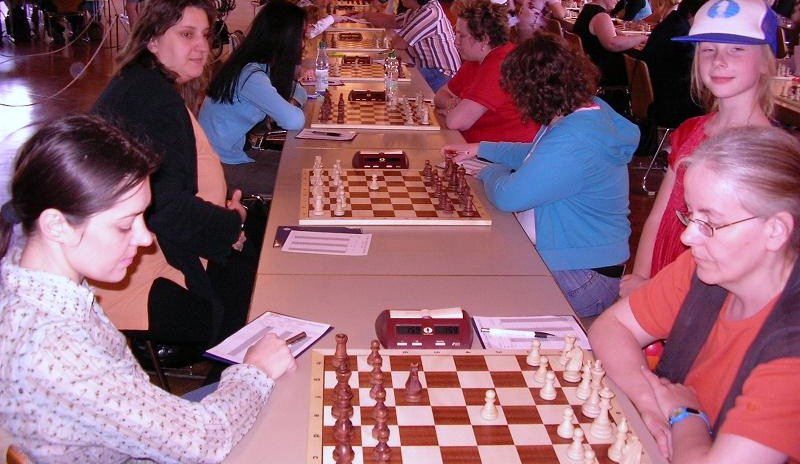
Anna Rudolph (NRW) und Barbara Hund (Baden), Braunfels 2007

Die deutsche Ländermeisterschaften der Frauen gewann sie 2006, 2008 und 2010 mit der Auswahl Nordrhein-Westfalens.

### Vereine
In der deutschen Frauenbundesliga spielte Anna Rudolph von 2001 bis 2008 für die Karlsruher Schachfreunde und von 2011 bis 2014 für den SV Mülheim-Nord. In der französischen Mannschaftsmeisterschaft der Frauen spielte sie von 2006 bis 2008 für Mulhouse Philidor.

### Sonstiges
Anna Rudolph wurde 2007 zur Internationalen Meisterin der Frauen (WIM) ernannt. Die erforderlichen Normen erfüllte sie in den Spielzeiten 2002/03 und 2006/07 der deutschen Frauenbundesliga sowie bei der Europameisterschaft der Frauen 2007 in Dresden. Seit 2020 ist sie ein FIDE-Trainer.